# Ridge Racer Revolution
Ridge Racer Revolution (RRR) is een computerspel dat werd ontwikkeld en uitgegeven door Namco voor de PlayStation. Het racespel kwam op 3 december 1995 uit in Japan, op 17 mei 1996 in Europa, en ten slotte op 25 september 1996 in de VS.
Het is het vervolg op de PlayStation-versie van het eerste spel in de Ridge Racer-serie. In 1996 werd het opgevolgd door Rage Racer.

## Spel
Het spel voegt twee verborgen auto's toe, nieuwe circuits, en bevat enkele remixen van de oorspronkelijke soundtrack, die zijn gebaseerd op de muziek uit Ridge Racer 2.
Naast de overwegend positieve recensies was er enige kritiek op de gelijkenis met het oorspronkelijke spel.